# Neutronkälla
En neutronkälla är ett ämne eller en maskin som producerar neutronstrålning. Oftast används neutronkällor för att starta kärnreaktioner eller att detektera lätta atomer så som väteatomer. Vilken neutronkälla som används beror bland annat på vilket pris, vilken hastighet på neutronerna, vilken mängd neutroner och vilken vikt man vill att neutronkällan ska ha.

## Reaktioner som sänder ut neutroner

### Fission
När ett grundämne undergår fission bildas alltid fria neutroner, men vilken hastighet neutronerna har beror på vilket ämne som klyvs. Det finns två sorters fissioner, nämligen spontan fission och fission som skapats på grund av att partikel har krockat med atomkärnan. Spontan fission kan ske i vissa atomkärnor med högt atomnummer, till exempel californiumisotopen 252Cf. Ämnen som undergår fission när de träffas av partiklar tar oftast större plats men de är oftast billigare än ämnen som undergår spontan fission. Till exempel när uranisotopen 235U träffas av en neutron så undergår den fission och sänder ut neutroner.

### Kärnfusion
När två eller flera lätta atomkärnor krockar med hög hastighet kan de slås samman och bilda tyngre grundämnen samtidigt som en fri neutron bildas. Ett exempel på detta är när de två väteisotoperna deuterium och tritium krockar och bildar helium och en fri neutron med hög hastighet.

### Strålningsreaktioner
När vissa ämnen träffas av en viss sorts radioaktiv strålning kan de sända ut neutroner. Till exempel sänder berylliumisotopen 9Be ut neutroner när den träffas av alfastrålning. Det behövs ungefär 1 miljon alfapartiklar för att få 9Be att sända ut 30 neutroner.